# کامران وفا
کامران وفا (انگلیسی: Cumrun Vafa، زادهٔ ۱۳۳۹ در تهران) استاد ایرانی-آمریکایی فیزیک در دانشگاه هاروارد است. او از فیزیک‌دانان برجسته در زمینه نظریه ریسمان است. وی در سال ۲۰۰۸ میلادی موفق به دریافت مدال دیراک شد. او به همراه جوزف پلچینسکی و اندرو استرومینگر، به پاس پیشبرد دانش درنظریه ریسمان، گرانش کوانتومی و نظریه میدان‌های کوانتومی، برنده جایزه فیزیک بنیادی در سال ۲۰۱۷ در ایالت کالیفرنیا شدند.

## تولد و تحصیلات
کامران وفا در سال ۱۳۳۹ شمسی در تهران به دنیا آمد. پدر وی دکتر جواد وفا از اهالی زنجان و پدر بزرگش حاج علی اکبر از مالکان بزرگ شهر زنجان است و خانه پدری آنها در مهدیه زنجان است وی تحصیلات خود را در دبیرستان البرز به پایان رساند و در سال ۱۹۷۷ به ایالات متحده آمریکا مهاجرت نمود. وی مدرک کارشناسی خود را در فیزیک و ریاضی از ام ای تی بدست آورد. کامران وفا در سال ۱۹۸۵ میلادی موفق به دریافت درجه دکتری خود با سرپرستی ادوارد ویتن از دانشگاه پرینستون شد. وفا و ویتن با هم پژوهش‌های زیادی انجام دادند و حتی یک قضیه در فیزیک نظری به نام آن‌ها به نام قضیه وفا–ویتن ثبت شده است.
وفا با پایان تحصیلاتش به دانشگاه هاروارد رفت عضو جونیور هاروارد شد که بعدها وی در همان‌جا یک کرسی جونیور گرفت. در سال ۱۹۸۹ به او یک کرسی ارشد (سینیور) پیشنهاد شد و از آن زمان تاکنون او در همان‌جا مشغول به فعالیت بوده است. وی از سال ۱۹۸۸ تا ۱۹۹۰ استادیار این دانشگاه بود و در کنار کارهای پژوهشی تدریس می‌کرد و در سال ۱۹۹۰ در دانشگاه بزرگ هاروارد صاحب کرسی شد. پروفسور وفا در سال 2021 جایزه ارزشمند مصطفی را به پاس یک عمر تحقیق علمی و خدمت به بشریت در بین دانشمندان مسلمان از جمهوری اسلامی ایران دریافت کرد.
او از سال ۲۰۰۳ تاکنون استاد تمام دانشگاه هاروارد و صاحب کرسی ویلیام دانر است .

## پژوهش‌ها
کامران وفا یک نظریه‌پرداز در زمینه نظریه ریسمان است. پژوهش‌های وی بر روی ماهیت گرانش کوانتومی و رابطه بین هندسه و نظریه‌های میدانهای کوانتومی متمرکز شده است. او در جامعه نظریه ریسمان به دلیل کشف مشترکش با اشترومینگر شناخته می‌شود. این دو کشف کردند که انتروپی بکنشتاین-هاوکینگ یک سیاهچاله را می‌توان با استفاده از حالت‌های سالیتونی نظریه ابرریسمان بیان کرد. وی همچنین به خاطر توضیح رابطه بین هندسه و نظریه‌های میدان که از دوگانگی‌های ریسمان‌ها بر می‌آید، شناخته می‌شود (که منجر به فرضیه گوپاکومار-وفا شد). این موضوع با عنوان «مهندسی هندسی نظریه‌های میدان کوانتومی» شناخته می‌شود. در سال ۱۹۹۷ او نظریه اف را ارائه داد که جزو نظریه‌های شناخته شده در ابرریسمان است.
او همچنین علاقه‌مند به فهمیدن معنی نهفته دوگانگی‌های ریسمان‌ها و همچنین تلاش در به‌کارگیری نظریه ابرریسمان برای حل مسائل حل نشده در فیزیک ذرات بنیادی (مانند مسئله سلسله مراتب و مسئله ثابت کیهان‌شناسی) است.
او مشارکت‌های عمیقی در زمینه نظریه‌های ریسمان توپولوژیک و فهمیدن تقارن آینه‌ای و ساخت مدار-خمینه در نظریه ریسمان داشته است.

## زندگی شخصی
دکتر وفا در سال ۱۹۸۶ با آفرین صدر ازدواج کرد و حاصل این ازدواج سه فرزند پسر با نام‌های فرزان، کیان و نیکان است. او متولی «شبکهٔ ایرانیان برای دانش و نوآوری (NIKI)» است. این مؤسسه فعالیت‌های عام‌المنفعهٔ زیادی در ایران انجام داده؛ از جمله می‌توان به تأسیس مرکز تحقیقات پیشگیری و درمان زخم‌های مزمن در زنجان اشاره کرد.

## افتخارات و جوایز
کامران وفا تا به حال بیش از ۲۵۰ مقالهٔ علمی نوشته است. او در سال ۱۹۸۹ جایزهٔ «محقق جوان» ریاست جمهوری آمریکا را دریافت کرد. در همان سال جایزه‌های آلفرد پی اسلون و بنیاد پاکار هم به او اعطا شد.
وفا عضو فرهنگستان علوم ایالات متحده آمریکا است و با آکادمی هنر و علوم این کشور نیز همکاری می‌کند. در سال ۲۰۰۸ به خاطر تلاش‌هایش در زمینهٔ ریاضی و فیزیک جایزهٔ AMS لئونارد ایسنبود را به دست آورد. در همان سال جایزهٔ مرکز بین‌المللی فیزیک نظری (ICTP) موسوم به دیراک هم به او تعلق گرفت.
در سال ۲۰۱۶ جایزهٔ دنی هاینمن در زمینه فیزیک ریاضی هم به او داده شد. در سال ۲۰۱۶ کامران وفا به اتفاق اندرو اشترومینگر و جوزف پلچینسکی برندهٔ جایزهٔ سه میلیون دلاری «پیشگامان علم» (Breakthrough Prize) شدند. این بزرگ‌ترین جایزه علمی جهان است که از سال ۲۰۱۲ کار خود را آغاز کرده و توسط صاحب‌نامانی از سیلیکون ولی مثل یوری میلنر، سرگئی برین و مارک زاکربرگ تأمین مالی می‌شود. مراسم سال ۲۰۱۶ آن در مرکز تحقیقاتی Ames ناسا واقع در کالیفرنیا برگزار شد.
کامران وفا فیزیک‌دان ایرانی و استاد دانشگاه هاروارد، در تاریخ دهم دی هزار و سیصد و نود شش برنده جایزه فیزیک بنیادی در سال ۲۰۱۷ شدند.
برخی از افتخارات و جایزه‌های وی عبارتند از:
- جامعهٔ اعضای دانشگاه هاروارد، عضو تازه‌وارد، ۱۹۸۵–۱۹۸۸
- NSF ریاست جمهوری جایزه محقق جوان، ۱۹۸۹
- جایزه آلفرد پی اسلون، ۱۹۸۹
- جایزه بنیاد پاکار، ۱۹۸۹
- همکاری با آکادمی هنر و علوم آمریکا، ۲۰۰۵
- نوبل AMS لئونارد ایسنبود برای ریاضی و فیزیک، ۲۰۰۸
- مدال دیراک از آی سی تی پی، ۲۰۰۸
- عضو آکادمی ملی علوم، ۲۰۰۹
- جایزه فیزیک بنیادی، ۲۰۱۷[۶]
- جایزه مصطفی، ۲۰۲۱[۷]